# مولی یوکاتان
مولی یوکاتان با نام علمی (Poecilia velifera) که به بنام مولی بادبانی غول پیکر نیز در بین آکواریومی ها شناخته می شود،  یک ماهی زنده‌زای بزرگ است که در آب های ساحلی شبه جزیره یوکاتان کشور مکزیک زندگی می کند. این ماهی‌های زنده‌زا ( Poeciliidae ) به‌ویژه به دلیل تنوع زیاد اندازه در بین نرها و دوشکلی جنسی بین نر و ماده در هر دو شکل بدن و رفتار شناخته شده هستند.

## یادآوری
1. ↑  Schmitter-Soto, J.; Matamoros, W.A.; Valdes Gonzales, A. (2019). "Poecilia velifera". IUCN Red List of Threatened Species. IUCN. 2019: e.T191755A2002448. doi:10.2305/IUCN.UK.2019-2.RLTS.T191755A2002448.en. Retrieved 19 November 2021.
2. ↑  Froese, Rainer, and Daniel Pauly, eds. (2019). "Poecilia velifera" in FishBase. August 2019 version.
3. ↑  "Pvell".

## لینک های خارجی
پرونده‌های رسانه‌ای مربوط به Poecilia velifera در ویکی‌انبار 